# Cajuri
Cajuri é um município do estado de Minas Gerais, no Brasil. Sua população recenseada pelo IBGE em 2022 era de 4 088 habitantes. O município possui dois distritos: Cajuri (o distrito-sede) e Paraguai.

## Topônimo
"Cajuri" é um termo de origem tupi. Significa "riodos cajueiros", através da junção dos termos akaiu ("cajueiro"), e  'y  ("água, rio").

## História
A região era originalmente habitada por indígenas puris e aimorés. A partir de meados do século XIX, a região começou a ser ocupada por mineradores provenientes de Vila Rica e Mariana. Segundo a tradição oral, o provável fundador de Cajuru foi Joaquim Toledo da Silva, proveniente dessas regiões mineradoras.
A região experimentou um surto de progresso com a implantação da Estrada de Ferro Leopoldina. Foi transformado em município em 30 de dezembro de 1962, pela Lei Estadual 2.764, desmembrando-se de Viçosa. A fundação se deu em 1 de março de 1963.

## Economia
A economia é baseada na produção de café e tomate, que empregam grande parte da população.[carece de fontes?]

## Transportes
O acesso à sede do município é feito pela rodovia estadual AMG-1750, a partir do entroncamento com a rodovia federal BR-120. Também é acessada por uma ferrovia, a Linha de Caratinga da antiga Estrada de Ferro Leopoldina. Embora desativada há anos e estando sob posse do Departamento Nacional de Infraestrutura de Transportes, é considerada um patrimônio da cidade e brevemente entrará em processo de revitalização.

## Filho ilustre
- Célio Lúcio da Costa Quarto

## Distrito Paraguai
Pertencente ao Município de Cajuri, o distrito possui uma população de 1.010 pessoas, segundo a pesquisa do IBGE de 2014. O local recebeu esse nome, segundo contam os moradores mais antigos do local, devido ao fato de que, durante a Guerra do Paraguai, soldados convocados terem se escondido na região e, ao retornarem às suas cidades de origem, disserem que estavam vindo do Paraguai.[carece de fontes?]

## Demografia
Sua população recenseada pelo IBGE em 2022 era de 4 088 habitantes.